# Bandiera della Cabardino-Balcaria
La bandiera della Repubblica della Cabardino-Balcaria è stata adottata il 21 luglio 1994 dal Parlamento della Repubblica.

## Descrizione
La bandiera della Cabardino-Balcaria è composta da tre bande orizzontali di colore: azzurro, bianco e verde. Nel centro della bandiera, all'interno di un cerchio di colore azzurro e verde, vi è la sagoma del monte Elbrus.
La proporzione della bandiera è di 2:3.